# Radomir Vukčević
Radomir Vukčević (Knin, 15 de setembro de 1941 - 28 de novembro de 2014) foi um futebolista profissional croata, que atuava como goleiro.

## Carreira
Radomir Vukčević fez parte do elenco da Seleção Iugoslava de Futebol da Eurocopa de 1968. [carece de fontes?]

## Títulos
- Eurocopa de 1968 - 2º Lugar